# American Pie (película)
American Pie es una película estadounidense de 1999 dirigida por los hermanos Paul y Chris Weitz y protagonizada por Jason Biggs. Con un presupuesto de 10 millones de dólares, la película se convirtió en la primera de una saga centrada en este grupo de amigos.

## Sinopsis
En su último año de instituto, un grupo de amigos hacen un pacto para perder la virginidad antes de graduarse. Jim (Jason Biggs), Kevin (Thomas Ian Nicholas), Oz (Chris Klein) y Paul (Eddie Kaye Thomas) harán todo lo posible por tener relaciones sexuales antes de llegar a la universidad, aunque eso les suponga algún que otro problema.

## Reparto
- Jason Biggs como Jim Levenstein.
- Shannon Elizabeth como Nadia.
- Alyson Hannigan como Michelle Flaherty.
- Chris Klein como Chris "Oz" Ostreicher.
- Natasha Lyonne como Jessica.
- Thomas Ian Nicholas como Kevin Myers.
- Tara Reid como Victoria "Vicky" Lathum.
- Seann William Scott como Steve Stifler.
- Mena Suvari como Heather Gardner.
- Eddie Kaye Thomas como Paul Finch.
- Eugene Levy como Noah Levenstein.
- Jennifer Coolidge como Jeanine Stifler.
- Chris Owen como Chuck Sherman.
- Clyde Kusatsu como Profesor de inglés.
- Lawrence Pressman como Entrenador Marshall.
- John Cho como John.
- Justin Isfeld como Justin.
- Eric Lively como Albert.
- Casey Affleck como Tom Myers.
- Molly Cheek como Madre de Jim.
- Eli Marienthal como el hermano menor de Stifler.

## Argumento
Cuatro amigos del oeste de Míchigan, Kevin Myers (Thomas Ian Nicholas), un estudiante con su novia Vicky (Tara Reid); Chris "Oz" Ostreicher (Chris Klein), un miembro del equipo de lacrosse de la escuela; Jim Levenstein (Jason Biggs), un ingenuo, torpe y sexual personaje cuyo padre Noah Levenstein (Eugene Levy) intenta ofrecerle asesoramiento sexual, comprándole y dándole pornografía; y Paul Finch (Eddie Kaye Thomas), un bebedor de capuchino sofisticado y también nerd, hacen un pacto, por iniciativa de Kevin, para perder su virginidad antes de graduarse de la secundaria después de que un friki compañero de clase, Chuck Sherman (Chris Owen), dice haberlo hecho en una fiesta organizada en la casa de uno de los chicos más populares de la escuela, un compañero y jugador de lacrosse de Oz, Steve Stifler (Seann William Scott).
Vicky más tarde acusa a Kevin de estar con ella sólo para tener sexo, y él debe tratar de arreglar su relación con ella antes del próximo baile de graduación, cuando los cuatro planean perder su virginidad. Oz, por su parte, se une al coro de jazz en un esfuerzo por perder su reputación como atleta insensible y encontrar una novia allí. Pronto se gana la atención de Heather (Mena Suvari), una chica que también canta en el coro y termina aceptando ir al baile con él. Sin embargo, se encuentra con problemas cuando Heather se entera acerca de la reputación de Oz y rompe con él, aunque luego se las arregla para recuperar algo de su confianza, y más tarde la mayor parte de esta cuando se va del campeonato de lacrosse para llevar a cabo un dueto con ella en un concurso del coro. Jim, por su parte, persigue a Nadia (Shannon Elizabeth), una estudiante de intercambio de Checoslovaquia. Stifler lo convence para poner una cámara web en su habitación para que todos puedan verlos juntos. El plan sufre un contratiempo, sin embargo, cuando Nadia descubre la colección de pornografía de Jim, se pone medio desnuda en la cama y empieza a leer y a masturbarse. Jim regresa a su habitación, donde se une a Nadia, inconsciente de que, accidentalmente envió el enlace web a todo el directorio escolar. Cuando Nadia se prepara para tener relaciones sexuales con él, eyacula antes de tiempo dos veces, humillándose en vivo delante de toda la escuela. Poco después, Nadia tiene que dejar la escuela y regresa a su casa, a tal punto de abandonar por completo a Jim, dejándolo sin cita para la fiesta de graduación, y su verosimilitud de perder su virginidad antes de terminar la escuela secundaria se ha acabado. En su desesperación, le pide a la miembro de la banda friki, Michelle Flaherty (Alyson Hannigan) ir a la fiesta de graduación ya que es aparentemente la única chica en su escuela que no vio el video. Finch, por su parte, le paga a una amiga de Vicky, Jessica (Natasha Lyonne), 200 dólares para difundir rumores en torno a la escuela de sus proezas sexuales, con la esperanza de que aumentará sus posibilidades de éxito. Por desgracia, se encuentra con problemas cuando Stifler, enojado porque una chica lo rechazó para el baile porque estaba esperando para preguntarle si Finch iría con ella, pone un laxante en el cappuccino de Finch y este, al ser paranoico acerca de la falta de limpieza en los baños de la escuela, no puede regresar a su casa pasa a usar el inodoro como siempre lo hace y es engañado por Stifler y lo hace entrar en el baño de las chicas. Después, Finch sale ante las carcajadas de muchos otros compañeros, humillándolo y dejándolo sin cita.
En la fiesta de graduación, parece no haber esperanza para los cuatro muchachos hasta que Vicky le pregunta a la chica con la que Chuck Sherman afirmó haberse acostado sobre su "primera vez". Ella proclama ante todo el mundo en el baile que ella y Sherman no tuvieron relaciones sexuales en la fiesta de Stifler, dejando a Sherman avergonzado y orinándose encima. La revelación quita la presión a Jim, Kevin, Oz y Finch, y se dirigen a la post fiesta de graduación con una nueva esperanza. En la fiesta después, en la casa de Stifler, los cuatro chicos cumplen la promesa. Kevin y Vicky tienen relaciones sexuales en una habitación del segundo piso. Posteriormente, Vicky rompe con Kevin porque ellos se separarán cuando vayan a la universidad, ya que él asistirá a la Universidad de Míchigan, y ella a la Universidad de Cornell; él trata de convencerla de lo contrario, pero rápidamente se da cuenta de que la distancia entre las dos universidades es demasiado. Oz confiesa el pacto a Heather, y renuncia a ella, diciendo que sólo con el hecho de que estén juntos lo convierte en un ganador, se reconcilian y terminan haciendo el amor juntos en el muelle. Oz, en honor a su sensibilidad renovada, nunca confiesa qué es lo que hicieron. Jim y Michelle tienen relaciones sexuales después de que él descubre que ella no es realmente tan ingenua como lo que aparentaba y que vio el "Incidente de Nadia", después de todo. Ella aceptó su oferta para que sea su cita sabiendo que era una "cosa segura", aunque le hace usar dos condones para luchar contra su anterior "problema" con Nadia. Jim se sorprende al descubrir que Michelle se comporta inesperadamente agresiva en la cama y por la mañana se despierta para encontrar que se ha ido y se da cuenta de que ella lo había utilizado para una aventura de una noche, y piensa que es "genial". Sin cita, Finch va abajo a la sala de juegos del sótano donde conoce a la mamá de Stifler (Jennifer Coolidge). Ella se despierta por su precocidad, y tienen relaciones sexuales en la mesa de billar. Por la mañana, Stifler entra en la habitación y se da cuenta de que su madre ha tenido relaciones sexuales con Finch y se desmaya, incapaz de creer que su mamá y "el cagón" están juntos. Durante la mañana después del baile de graduación, Jim, Kevin, Oz y Finch toman el desayuno en su restaurante favorito, con el nombre nostálgico "Dog Years", donde brindan por "el siguiente paso". La película termina con Nadia viendo a Jim bailando en su webcam. Su padre entra, pero sale enseguida y empieza a bailar como Jim, mientras llama a su mujer.

## Producción
Gran parte de American Pie se basa en los días que el escritor pasó en el instituto East Grand Rapids de Míchigan. En la película, la ciudad se llama "East Great Falls", y el instituto lleva los mismos colores escolares -azul y dorado- junto con una mascota similar: los Trailblazers en lugar de los Pioneers. El restaurante, "Dog Years", está basado en Yesterdog, un popular restaurante de perritos calientes del cercano barrio de Eastown, en Grand Rapids. El equipo de lacrosse "Central Chicks" y "Central" contra el que juega East Great Falls es una amalgama del cercano instituto Forest Hills Central. El título provisional de la película era "East Grand Rapids".
Adam Herz escribió el guion, titulado provisionalmente Untitled Teenage Sex Comedy That Can Be Made For Under $10 Million That Most Readers Will Probably Hate But I Think You Will Love, en seis semanas utilizando Porky's y Bachelor Party como inspiración. La fotografía principal de la película, ahora titulada Great Falls, comenzó el 21 de julio y terminó el 11 de septiembre de 1998. En un principio, la película recibió la calificación NC-17 de la Motion Picture Association of America, hasta que se hicieron algunos cambios para conseguir la calificación R. Durante el casting de la película, se pensó en Bill Murray para el papel de Noah Levenstein, el padre de Jim. Se pensó en Jonathan Taylor Thomas para el papel de Jim Levenstein. Cuando Eugene Levy fue elegido para el papel, insistió en que se le permitiera improvisar sus líneas, ya que no le gustaba cómo estaba escrito su personaje en el guion. En la película final, la mayoría de sus diálogos fueron improvisados.
En realidad, la película se rodó en el sur de California, sobre todo en Long Beach, en los institutos del Distrito Escolar Unificado de Long Beach. El Millikan High School, cuyos colores son el azul y el dorado, se utilizó para las tomas exteriores, y el Long Beach Polytechnic High School para las interiores. Situadas en Los Cerritos, Long Beach, California, ambas escuelas se encuentran a menos de ocho kilómetros del Virginia Country Club y del barrio de Los Cerritos (donde se rodaron Ferris Bueller's Day Off y Donnie Darko).